# Корольков Микола Іванович
Мико́ла Іва́нович Королько́в (рос. Николай Иванович Корольков; нар. 28 грудня 1837 — пом. 13 лютого 1906) — російський воєначальник і державний діяч, військовий губернатор Ферганської і Сирдар'їнської областей, член Військової ради Російської імперії, генерал від інфантерії (03.01.1906).

## Життєпис
Походив з дворян Смоленської губернії.
11 червня 1855 року зканічив навчання в 2-му кадетському корпусі, з якого випущений прапорщиком у 1-у артилерійську бригаду. 30 вересня того ж року переведений у 3-ю артилерійську бригаду, де зарахований до 6-ї батареї. 21 грудня 1856 року зведений у підпоручики. 9 січня 1858 року переведений у 5-у батарею.
1 липня 1860 року зведений у поручики й зарахований до Миколаївської академії Генерального штабу. У 1862 році з відзнакою закінчив курс навчання й 9 січня 1863 року був зведений у штабс-капітани із зарахованням 19 листопада 1862 року до Головного артилерійського управління і призначенням на службу в 5-у легку батарею 12-ї артилерійської бригади.
17 січня 1864 року переведений у Генеральний штаб, де спочатку перебував при штабі 6-ї піхотної дивізії, а з 4 серпня того ж року — при 7-й піхотній дивізії. 3 лютого 1865 року призначений помічником старшого ад'ютанта штабу Віленського військового округу і 30 серпня зведений у капітани.
25 січня 1867 року обійняв посаду старшого ад'ютанта штабу 11-ї піхотної дивізії, а 9 жовтня того ж року переведений на аналогічну посаду в штабі Туркестанського військового округу. 20 квітня 1869 року зведений у підполковники, а 16 квітня 1872 року — в полковники. У 1872 році, за відсутності помічника начальника штабу округу, виконував його посаду.
9 травня 1873 року призначений офіцером для особливих доручень при командувачеві військами Туркестанського військового округу, того ж року взяв участь у Хівинському поході. Був у битвах біля Уч-Учаку, облозі та занятті Хозараспа й, врешті, перебував при головнокомандувачі генерал-ад'ютантові К. Кауфману під час здачі російським військам Хіви. За відзнаку в цій кампанії М. Корольков був нагороджений орденами Святої Анни 2-го ступеня з імператорською короною і мечами й Святого Володимира 4-го ступеня з мечами і бантом. Після повернення з Хіви очолював комісію зі з'ясування викликаних нею витрат.
У 1875–1876 роках брав участь у війні проти Кокандського ханства, за що отримав орден Святого Володимира 3-го ступеня з мечами.
З 28 червня 1876 року по 29 червня 1877 року М. І. Корольков — командир 3-го Західно-Сибірського лінійного батальйону, а з 3 серпня 1877 року був призначений начальником Ташкентського військового шпиталю. 8 грудня 1877 року був призначений командиром 25-го Смоленського піхотного полку, проте 7 січня 1878 року це розпорядження було скасоване й він був залишений офіцером для особливих доручень при командувачі військами Туркестанського військового округу, де перебував до 1884 року. 1 січня 1881 року зведений у генерал-майори.
24 грудня 1884 року призначений командиром 4-ї Туркестанської лінійної бригади. З 1885 року тимчасово обіймав посаду губернатора Ферганської області та командувача в ній військами, 26 вересня 1887 року затверджений на цій посаді.
30 серпня 1892 року зведений у генерал-лейтенанти. 30 червня 1893 року переведений на посаду губернатора Сирдар'їнської області. У 1898 році, після Андижанского повстання, тимчасово обіймав посаду Туркестанського генерал-губернатора. У 1902 році обирався також почесним мировим суддею Ташкентського округу.
З 11 травня 1905 року — член Військової ради Російської імперії. 3 січня 1906 року був зведений у генерали від інфантерії та звільнений зі служби з мундиром і пенсією.
Помер 13 лютого 1906 року в Санкт-Петербурзі, похований на Смоленському православному кладовищі.